# Myomyscus
Myomyscus är ett släkte av gnagare i familjen råttdjur (Muridae) med fyra arter som förekommer i den afrikanska regionen.
Genetiska studier indikerar att Myomyscus är en polyfyletisk grupp. Några tillhörande arter är närmare släkt med andra släkten av råttdjur än med de andra arterna i Myomyscus. En taxonomisk revision återstår.
Wilson & Reeder (2005) samt IUCN listar följande arter i släktet:
- Myomyscus angolensis, lever i Angola.
- Myomyscus brockmani, förekommer i östra delen av centrala Afrika.
- Myomyscus verreauxii, finns i södra Sydafrika.
- Myomyscus yemeni, på Arabiska halvön.

Habitatet utgörs beroende på art av savanner med trädgrupper eller av buskskogar. Myomyscus verreauxii uppsöker även odlade regioner. Arterna vistas ofta i klippiga eller steniga områden.
Myomyscus infogades länge i det numera upplösta släktet Myomys och arterna har ungefär samma utseende och levnadssätt som alla andra råttdjur som tidigare listades i Myomys. De har en kroppslängd (huvud och bål) mellan 8 och 12 cm, en svanslängd mellan 9 och 16 cm samt en vikt mellan 20 och 45 g. Den mjuka pälsen har på ovansidan en svartgrå, brunaktig eller gulgrå färg och undersidan är ljusgrå till vit.
Arterna äter bland annat frön och insekter.